# The Art of Personal Chaos
The Art of Personal Chaos (conhecida também como Mayhem Promotional Concerts) foi uma série de concertos promocionais realizados pela cantora e compositora norte-americana Lady Gaga, em apoio ao seu sétimo álbum de estúdio, Mayhem (2025). Gaga inicialmente foi a atração principal do festival de música Coachella nos dias 11 e 18 de abril e em seguida, embarcou para se apresentar no México, Brasil e Singapura – seus primeiros shows nesses países desde a turnê Born This Way Ball em 2012. O show no Rio de Janeiro, que foi gratuito e transmitido ao vivo, atraiu 2,5 milhões de pessoas, tornando-se a maior apresentação da carreira de Gaga. Essa série de concertos antecedem a oitava turnê mundial da artista, a The Mayhem Ball.

## Antecedentes e desenvolvimento
Lady Gaga foi atração principal do Coachella pela primeira vez em 2017 como substituta de última hora de Beyoncé, que desistiu devido à gravidez. Em novembro de 2024, Gaga anunciou por meio de suas redes sociais seu retorno ao festival em 2025. Descrevendo como "uma noite gigantesca de caos no deserto", ela explicou que teve uma visão para o Coachella que não pôde realizar plenamente antes devido a questões de tempo, mas que naquele momento estava pronta para concretizá-la para os fãs de música. Nos dias que antecederam o evento, Gaga disse à Rolling Stone que trabalhou com a coreógrafa Parris Goebel em uma performance “muito especial”, criada “momento a momento”, preferindo não revelar mais detalhes. Antes do festival, sua apresentação foi divulgada como "Mayhem in the Desert", depois oficialmente intitulada "The Art Of Personal Chaos" durante o pré-show, em referência ao álbum Mayhem. Dois shows a serem realizados na Cidade do México foram insinuados durante a coletiva de imprensa no Brasil em 21 de fevereiro de 2025, indicando que Gaga faria "alguns shows em estádios entre suas aparições no Coachella e em Copacabana". O anúncio oficial foi feito em 3 de março, com o evento sendo intitulado "Long Live Mayhem" e marcado para 26 de abril no Estádio GNP Seguros.
Gaga está programada para realizar um show gratuito em 3 de maio de 2025, na Praia de Copacabana, no Rio de Janeiro, Brasil. Ela anunciou o evento com o nome "Mayhem on the Beach" em 21 de fevereiro de 2025, por meio de suas redes sociais. Sua declaração coincidiu com uma coletiva de imprensa no Teatro Prio, no Rio de Janeiro, onde a produtora do evento, Bonus Track, confirmou a organização como parte da iniciativa Todo Mundo no Rio, em colaboração com a prefeitura e o governo do estado. Ela visitou o país pela última vez durante a turnê Born This Way Ball em 2012, que incluiu shows no Rio de Janeiro, São Paulo e Porto Alegre. Ela estava originalmente programada para ser atração principal do festival Rock in Rio em setembro de 2017, mas precisou cancelar devido a fortes dores causadas por fibromialgia, a mesma condição que a forçou a encerrar a turnê Joanne World Tour no mesmo ano. Na época, ela declarou em suas redes sociais: "Brasil, estou devastada por não estar bem o suficiente para ir ao Rock in Rio." A expectativa é de que o público do show em 2025 ultrapasse 1,5 milhão de pessoas, tornando-o um dos maiores eventos de sua carreira.
Em 10 de março, Gaga anunciou no Instagram que fará quatro shows no Estádio Nacional de Singapura. O anúncio veio após especulações da mídia de que Singapura seria a anfitriã exclusiva no Sudeste Asiático da "maior turnê mundial da carreira de Gaga". Os shows, intitulados "Lion City Mayhem", serão as únicas apresentações de Gaga na Ásia em 2025.

## Desempenho comercial
Para o show na Cidade do México, clientes do Banamex tiveram acesso à pré-venda em 6 de março, seguida pela abertura das vendas ao público geral no dia seguinte. Devido à alta demanda, uma segunda data foi adicionada para 27 de abril, com acesso antecipado à pré-venda para clientes do banco em 11 de março.
As pré-vendas para os shows em Singapura começaram em 18 de março para clientes Mastercard, com mais de dois milhões de pessoas na fila virtual. O alto tráfego causou problemas de login e quedas no site. Minutos após os ingressos serem liberados, cambistas começaram a listar ingressos em plataformas de terceiros como Carousell e Stubhub com preços inflacionados, incluindo pacotes VIP listados por até S$30.000. Pré-vendas adicionais foram agendadas para parceiros do evento como Klook em 19 de março, e para KrisFlyer e Live Nation em 20 de março.

## Impacto econômico
O prefeito do Rio de Janeiro, Eduardo Paes, destacou o impacto positivo do show no Brasil, afirmando que "isso ajuda a construir nossa identidade." Ele também observou que shows de grande escala na Praia de Copacabana historicamente geraram benefícios econômicos significativos, citando apresentações de Jorge Ben (1993), Rod Stewart (1994), The Rolling Stones (A Bigger Bang Tour, 2006) e Madonna (The Celebration Tour, 2024).
A Kallang Alive Sport Management (KASM), uma entidade apoiada pelo governo, teve papel fundamental na organização dos shows de Lady Gaga em Singapura. Diferente da Taylor Swift com a The Eras Tour (2024), que teve um acordo semelhante de exclusividade no Sudeste Asiático, o Singapore Tourism Board confirmou que nenhum subsídio governamental foi concedido para os shows de Gaga. Os shows estão alinhados com a estratégia de Singapura de atrair turismo por meio de eventos musicais de alto faturamento, fomentando uma "economia dos shows". O evento deve gerar impacto econômico significativo nos setores de turismo, hotelaria, e alimentos e bebidas. A companhia aérea nacional do país, Singapore Airlines, espera lucros mais altos no primeiro trimestre devido ao aumento nas viagens de fãs que participarão dos shows. As reservas de hotéis em Singapura por visitantes da região aumentaram 358% no site de reservas Agoda após o anúncio dos shows.

## Resposta da crítica

### Coachella
A Consequence opinou que Gaga levou "seu estilo de performance dinâmico ao deserto em um show principal caracteristicamente envolvente e altamente coreografado, que já figura entre os melhores da história de mais de 25 anos do festival." Paolo Ragusa, da publicação, comparou favoravelmente ao show de Beyoncé no Coachella de 2018, e sentiu que o concerto "demonstrou que Lady Gaga é uma intérprete teatral sem igual, com um catálogo forte e uma insistência em levar seus shows ao vivo a níveis absurdos de precisão e intensidade". Lyndsey Havens, da Billboard, elogiou a narrativa, dizendo que "o show de duas horas pode ter se disfarçado de concerto, mas o que aconteceu foi nada menos que um comentário cuidadosamente elaborado sobre fama e performance – e o custo de manter ambos". Chris Willman, da Variety, elogiou o show pelas habilidades vocais de Gaga, os figurinos e os visuais, chamando-o de "parte bizarro, parte sentimental". Mikael Wood, do Los Angeles Times, também destacou os vocais "fortes e corajosos" de Gaga, e opinou que, mesmo que a narrativa do show fosse um tanto incoerente, "os segmentos individuais foram tão vívidos, engraçados e estranhos que a história se transformou em uma sobre o abraço de Gaga ao seu papel como a maior excêntrica da música". Tomás Mier da Rolling Stone considerou a narrativa de Gaga ao longo do show "transformadora, e um espetáculo que cimentou seu status como um ícone pop único em uma geração".  Adrian Horton, do The Guardian, deu nota máxima de 5 estrelas ao show, chamando-o de "uma visão totalmente realizada de uma mestre do pop, um testemunho de anos de experiência conquistada no mais alto nível, e uma festa dançante de primeira com produção e entrega em uma liga acima de seus pares".

### México
Jamie Fullerton do The Daily Telegraph avaliou o primeiro show na Cidade do México com quatro de cinco estrelas, descrevendo-o como uma "Tim Burton no Rocky Horror de ópera gótica de alto conceito e exagero que estabelece o padrão para apresentações pop gloriosamente extravagantes." Embora tenha sentido que o espetáculo perdeu um pouco de energia no terceiro ato, acreditou que recuperou o fôlego com o hino de inclusão "Born This Way", que ganhou novo significado durante o segundo mandato de Donald Trump como presidente, especialmente em uma cidade conhecida por seu machismo. Segundo Jorge Emilio Sanchéz do Excélsior, o show "fez uma ode ao caos e uma jornada à escuridão ao longo de 120 minutos", e classificou o figurino e o cenário do palco como "tirados de uma pintura de Salvador Dalí". Escrevendo para o La Crónica de Hoy, Alberto Paredes sentiu que Gaga retornou ao México "muito mais forte do que nunca, com um dos shows mais impressionantes de sua carreira". Luis Ángel H. Mora, do Infobae, descreveu o show como "uma exibição épica repleta de paixão e teatralidade", e afirmou que Gaga entregou "uma ode ao não convencional, à diversidade e à aceitação da dor e do êxtase como parte da mesma dança da vida."

### Brasil
Uma crítica da equipe da Folha de S.Paulo elogiou o show no Rio de Janeiro, destacando a prevalência do visual sobre o musical como "inegável" e os arranjos das faixas por "reforçarem o drama". Da mesma forma, a equipe de redação de O Globo elogiou a produção e o design de moda do concerto, considerando esses dois elementos os responsáveis por transformar "a praia mais famosa do Brasil em uma verdadeira pista de dança". O Correio Braziliense, um dos jornais mais importantes do Brasil, resumiu o show como "uma narrativa muito bem ensaiada de um confronto entre Lady Gaga, representante de toda a fama da cantora, e Stefani Germanotta, a pessoa por trás de tudo".

## Repertório
Este repertório é do concerto realizado em 11 de abril de 2025 no Coachella. Pode não representar todos os concertos.
Act I: Of Velvet and Vice
1. "Bloody Mary"
2. "Abracadabra"
3. "Judas"
4. "Scheiße"
5. "Garden of Eden"
6. "Poker Face" (seguido por um interlúdio de "Abracadabra (Gesaffelstein remix)")

Act II: And She Fell Into a Gothic Dream
1. "Perfect Celebrity"
2. "Disease"
3. "Paparazzi"
4. "Alejandro"
5. "The Beast"

Act III: The Beautiful Nightmare That Knows Her Name
1. "Killah" (com Gesaffelstein)
2. "Zombieboy"
3. "Die with a Smile"
4. "How Bad Do U Want Me"

Act IV: To Wake Her Is to Lose Her
1. "Shadow of a Man" (com "Kill For Love" no final)
2. "Born This Way"
3. "Shallow"
4. "Vanish into You"

Finale: Eternal Aria of the Monster Heart
1. "Bad Romance"

Nota
- No primeiro show do Coachella, Gaga teve a companhia de Gesaffelstein no palco para cantar "Killah".
- Desde o primeiro show na Cidade do México até o segundo show em Singapura, "Blade of Grass" foi adicionada ao set list, precedendo "Shallow".[44][45]
- Para o terceiro e quarto shows em Singapura, "Always Remember Us This Way" foi adicionado ao set list, precedendo "Shallow".[46]

## Transmissão
Os dois shows de Gaga no Coachella foram transmitidos ao vivo pelo canal oficial do festival no YouTube. Já seus shows no Rio de Janeiro foram transmitidos pela televisão e pela internet através da Rede Globo, como parte da programação do “Todo Mundo no Rio 2025”.

## Datas
| Data (2025) | Cidade           | País           | Lugar                         | Entradas vendidas/disponíveis | Receita (em USD)  |
| ----------- | ---------------- | -------------- | ----------------------------- | ----------------------------- | ----------------- |
| 11 de abril | Indio            | Estados Unidos | Empire Polo Club              | Coachella                     | Coachella         |
| 26 de abril | Cidade do México | México         | Estádio GNP Seguros           | 117,174 / 118,676 (98,7%)     | $15.516.599       |
| 27 de abril | Cidade do México | México         | Estádio GNP Seguros           | 117,174 / 118,676 (98,7%)     | $15.516.599       |
| 3 de maio   | Rio de Janeiro   | Brasil         | Praia de Copacabana           | 2,500,000                     | Concerto gratuito |
| 18 de maio  | Singapura        | Singapura      | Estádio Nacional de Singapura | 193,000 / 193,00 (100%)       | $40.800.000       |
| 19 de maio  | Singapura        | Singapura      | Estádio Nacional de Singapura | 193,000 / 193,00 (100%)       | $40.800.000       |
| 21 de maio  | Singapura        | Singapura      | Estádio Nacional de Singapura | 193,000 / 193,00 (100%)       | $40.800.000       |
| 24 de maio  | Singapura        | Singapura      | Estádio Nacional de Singapura | 193,000 / 193,00 (100%)       | $40.800.000       |